# Pseudanthistiria umbellata
Pseudanthistiria umbellata är en gräsart som först beskrevs av Eduard Hackel, och fick sitt nu gällande namn av Joseph Dalton Hooker. Pseudanthistiria umbellata ingår i släktet Pseudanthistiria och familjen gräs. Inga underarter finns listade i Catalogue of Life.